# ویسنته بیوررون
ویسنته بیوررون (انگلیسی: Vicente Biurrun؛ زادهٔ ۱ سپتامبر ۱۹۵۹) بازیکن فوتبال اهل برزیل است.
از باشگاه‌هایی که در آن بازی کرده‌است می‌توان به باشگاه فوتبال اسپانیول، باشگاه فوتبال اتلتیک بیلبائو، باشگاه فوتبال رئال سوسیداد، و باشگاه فوتبال اوساسونا اشاره کرد.
وی همچنین در تیم ملی فوتبال باسک بازی کرده‌است.